# Bújócska-barlang
A Bújócska-barlang az Aggteleki Nemzeti Park területén található egyik barlang. A barlang az Aggteleki-karszt és a Szlovák-karszt többi barlangjával együtt 1995 óta a világörökség része.

## Leírás
Az Alsó-hegy fennsíkján, Bódvaszilas központjától ÉNy-ra 2700 m-re, a Vecsem-bükk csúcsától 65°-ra 1400 m-re, fokozottan védett területen, 478 m tengerszint feletti magasságban van a barlang bejárata. Az Iker-zsombolytól északnyugatra lévő kis töbör túloldalán, két töbör között helyezkedik el a bejárat. A zsombolytól 164 m-re van a Bújócska-barlang egyik bejárata. A Hana-lyuktól 87°-ra 145 m-re található.
Két természetes bejárata van a barlangnak, amely egy 12 m hosszú, átjárható hasadék. Jellegzetes, pusztuló karsztobjektum, amelynek fejlődéstörténete nem ismert. Középső triász wettersteini mészkőben jött létre. A barlangban nincs képződmény. A lezáratlan barlang bejárásához engedély szükséges. Barlangjáró alapfelszereléssel járható.
Előfordul a barlang az irodalmában Bújocska (Nyerges 1997), Bújócska (Kósa 1992) és Hótároló-alagút (Kósa 1992) neveken is. 1991-ben volt először Bújócska-barlangnak nevezve a barlang az irodalmában.

## Kutatástörténet
1991-ben a BEAC Barlangkutató Csoport mérte fel a barlangot és készítette el a barlang alaprajz térképét, hosszmetszet térképét (320°–140°) és 2 keresztmetszet térképét. Az alaprajz térképen látható a 2 keresztmetszet elhelyezkedése a barlangban. Az 1992-ben kiadott, Alsó-hegyi zsombolyatlasz című könyvben le van írva röviden és az Alsó-hegy fennsíkjának magyarországi oldalát bemutató egyik térképen meg van jelölve helye. A Bújócska-barlang 1995 óta az Aggteleki-karszt és a Szlovák-karszt többi barlangjával együtt a világörökség része. Nyerges Attila 1997-es szakdolgozatában meg van említve a Bújocska (Hótároló-alagút) az Alsó-hegy magyarországi részének egyéb barlangtorzói, beszakadásai és karsztobjektumai között.
Az Alsó-hegy karsztjelenségeiről szóló, 2019-ben kiadott könyvben az olvasható, hogy a Bújócska-barlang (Hótároló-alagút) 9 m hosszú és 6 m mély. A barlang azonosító számai: Szlovákiában 194, Magyarországon 5452/25. A könyvben publikálva lettek a barlang 1991-ben készült térképei. A barlangot 1991-ben a BEAC mérte fel, majd 1991-ben a BEAC a felmérés alapján megrajzolta a barlang térképeit. A térképeket 2014-ben Luděk Vlk digitalizálta. A kiadványhoz mellékelve lett az Alsó-hegy részletes térképe. A térképet Luděk Vlk, Mojmír Záviška, Ctirad Piskač, Jiřina Novotná, Miloš Novotný és Martin Mandel készítették. A térképen, amelyen fekete ponttal vannak jelölve a barlangok és a zsombolyok, látható a Bújócska-barlang (5452/25, 194) földrajzi elhelyezkedése.